# متوونیتسا
متوونیتسا (به صربی: Metovnica) یک منطقهٔ مسکونی در صربستان است که در بور واقع شده‌است. متوونیتسا ۱٬۳۳۱ نفر جمعیت دارد.